# Altenpleen
Altenpleen település Németországban, Mecklenburg-Elő-Pomeránia tartományban. Lakosainak száma 1012 fő (2023. december 31.).

## Népesség
A település népességének változása:
| Lakosok száma | 952  | 955  | 957  | 995  | 1006 | 1012 |
|               | 2014 | 2017 | 2019 | 2021 | 2022 | 2023 |